# Kastell Arbon

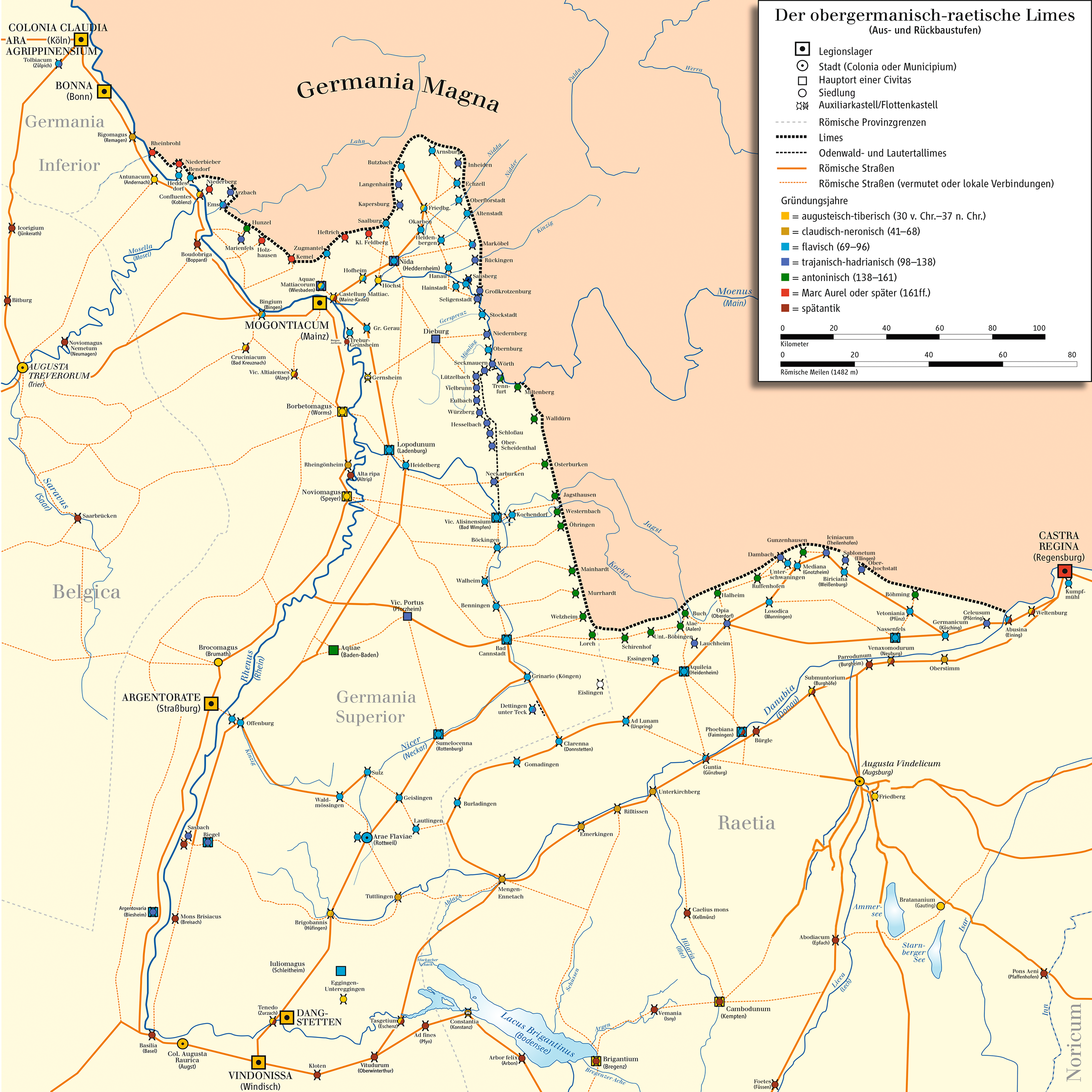
Lage von Arbor Felix am DIR-Limes (Bodensee-Linie)

Arbor felix auf der Tabula Peutingeriana

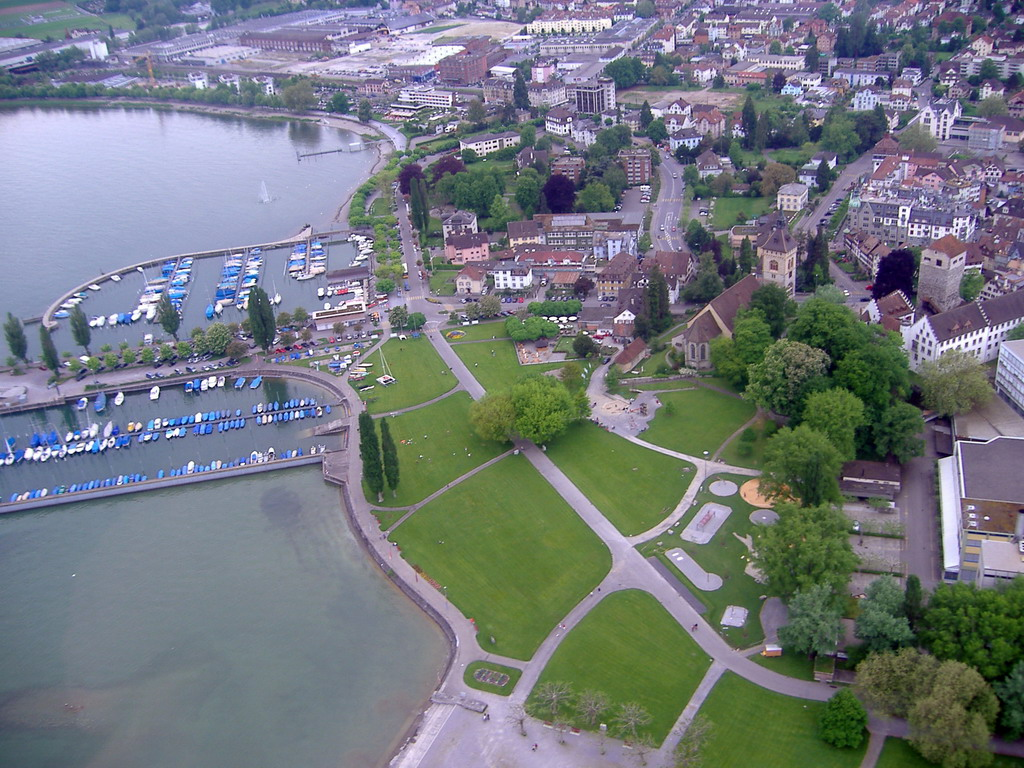
Hafen, Seeuferpromenade und Altstadt von Arbon

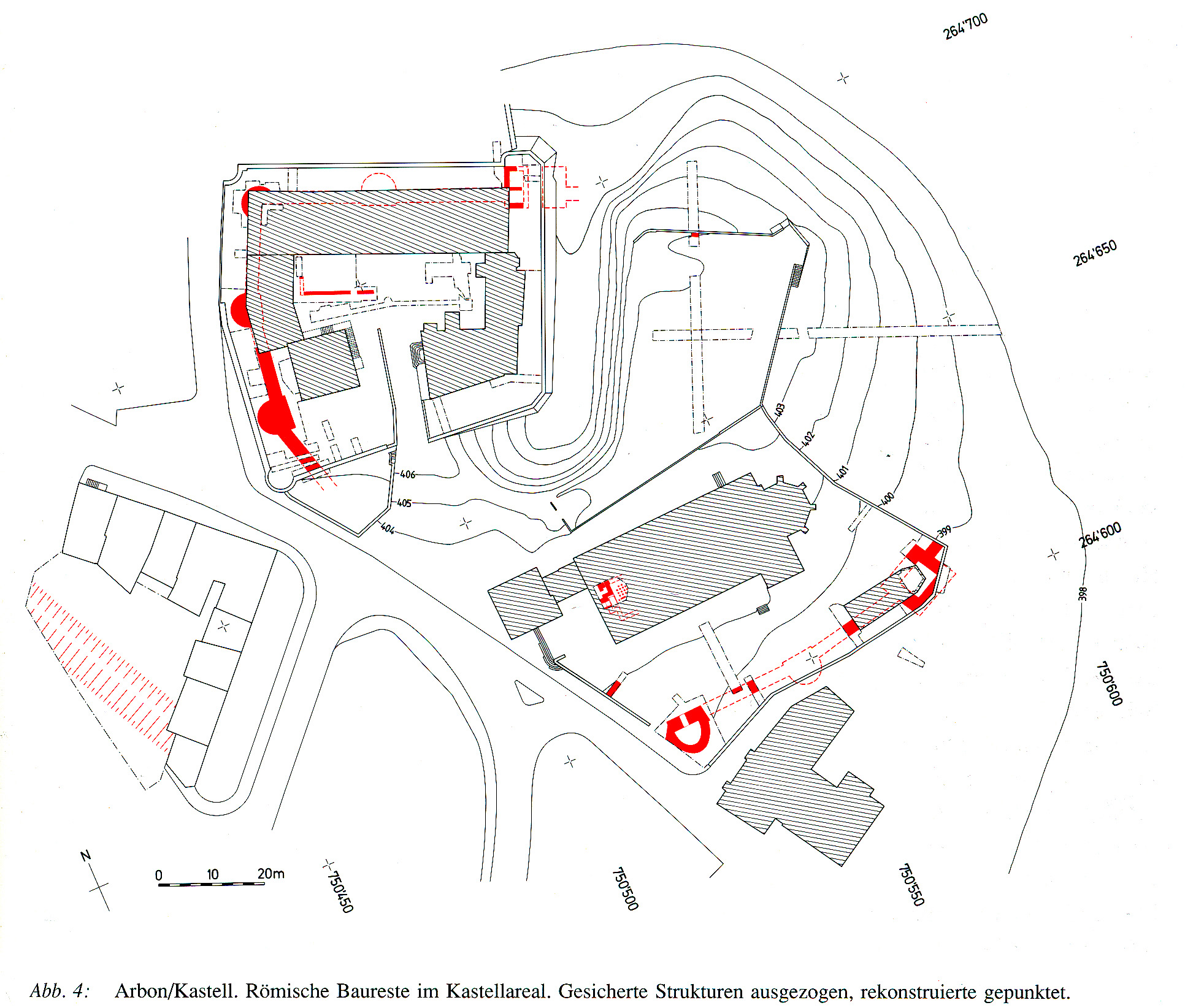
Übersichtsplan der Grabungen in Arbon

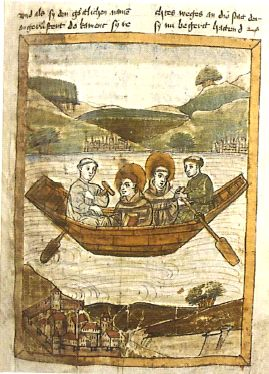
Die Heiligen Columban und Gallus werden über den Bodensee gebracht, Abbildung aus der Gallus-Legende von 1452, Stiftsbibliothek St. Gallen

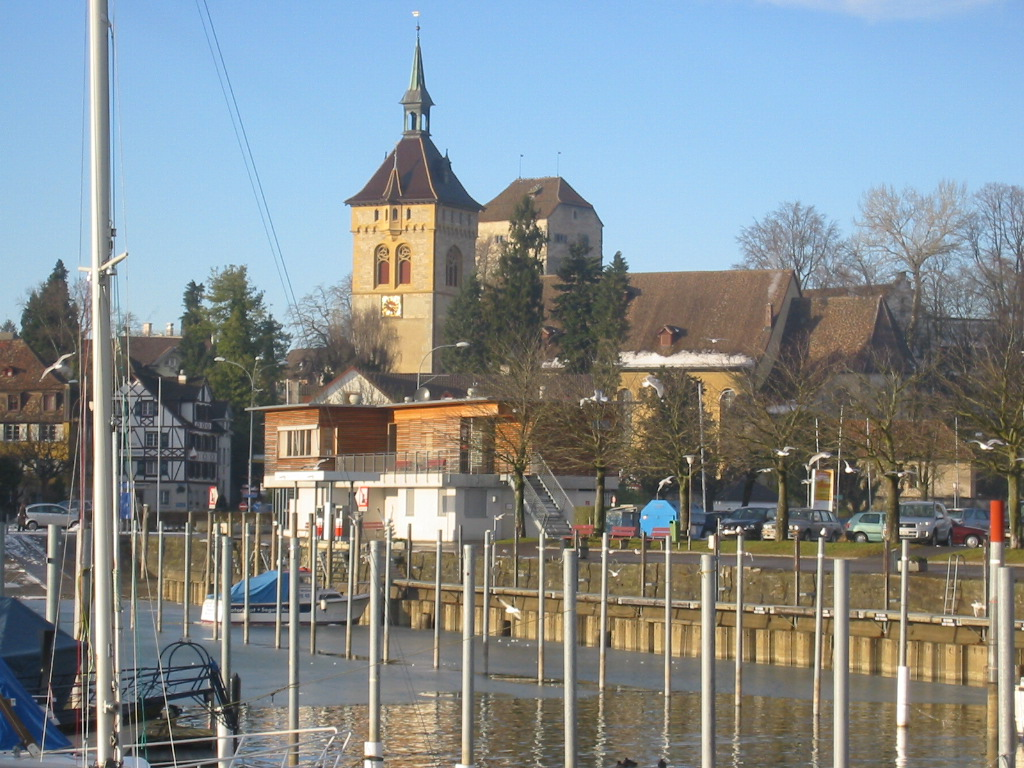
St.-Martinskirche in Arbon

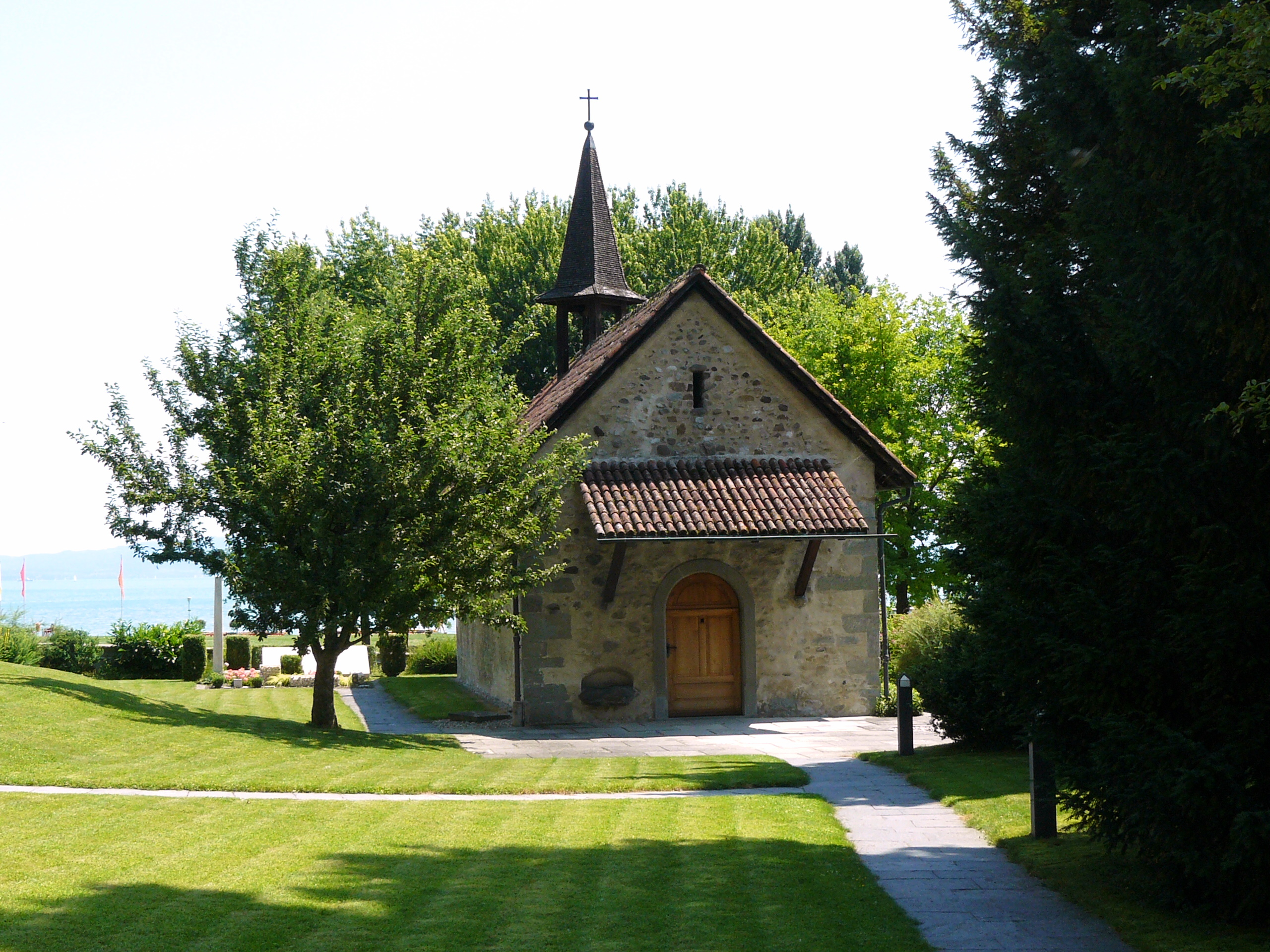
Die mittelalterliche Galluskapelle steht über den Überresten von Turm 5 und markiert den südlichen Abschnitt des Kastells

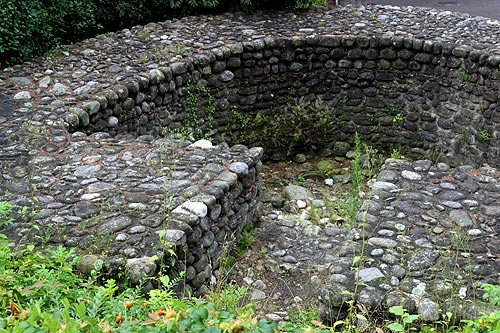
Türschwelle Turm 6

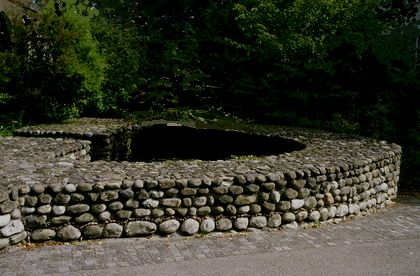
Konservierte Fundamente des Turmes 6

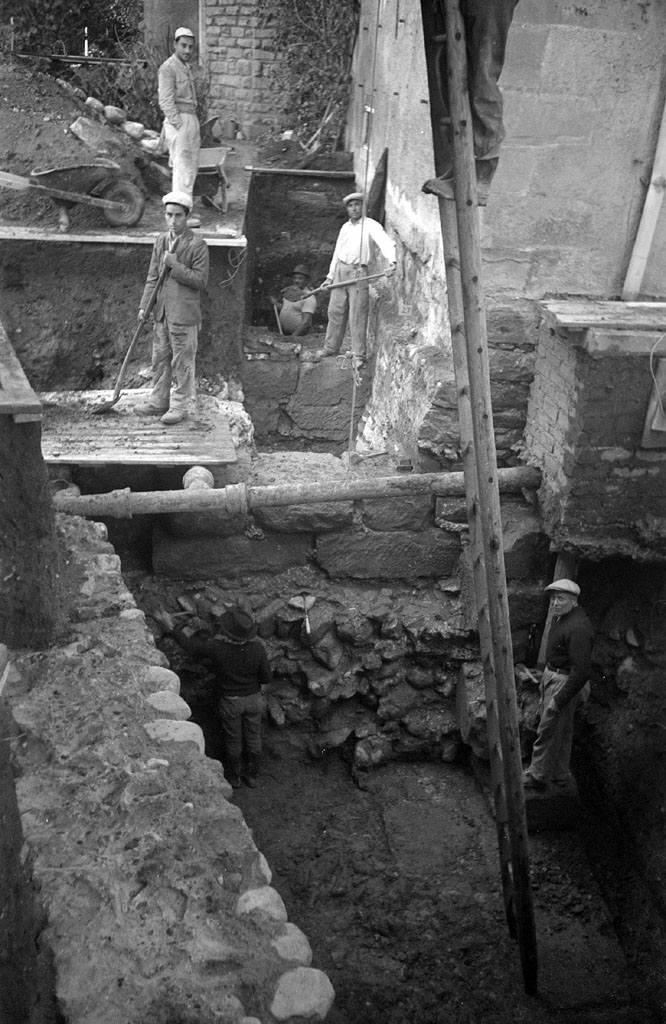
Ausgrabung am Nordtor, Aufnahme von 1961

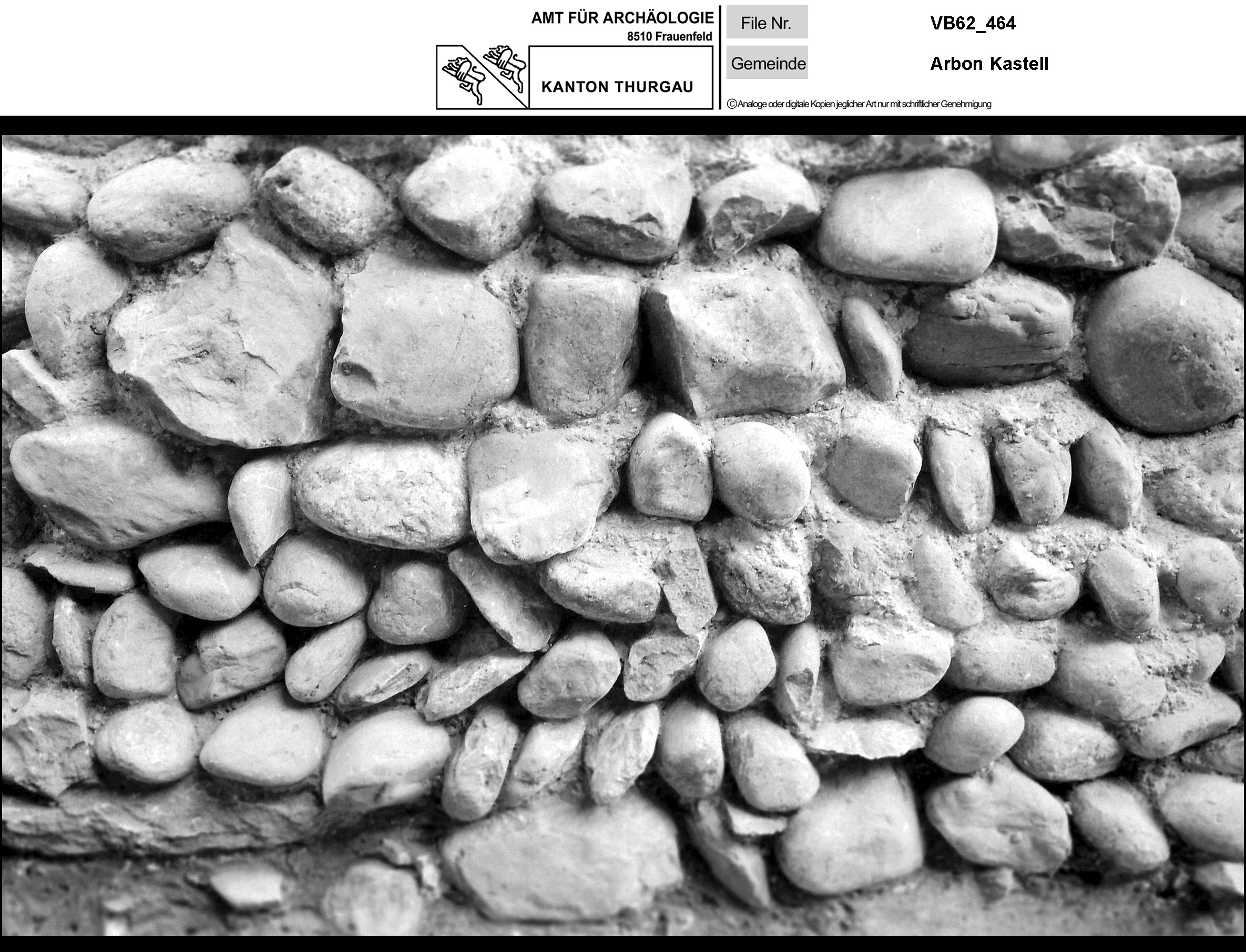
Detailansicht Kastellmauer, Mauertechnik Ährenverband, Aufnahme von 1961

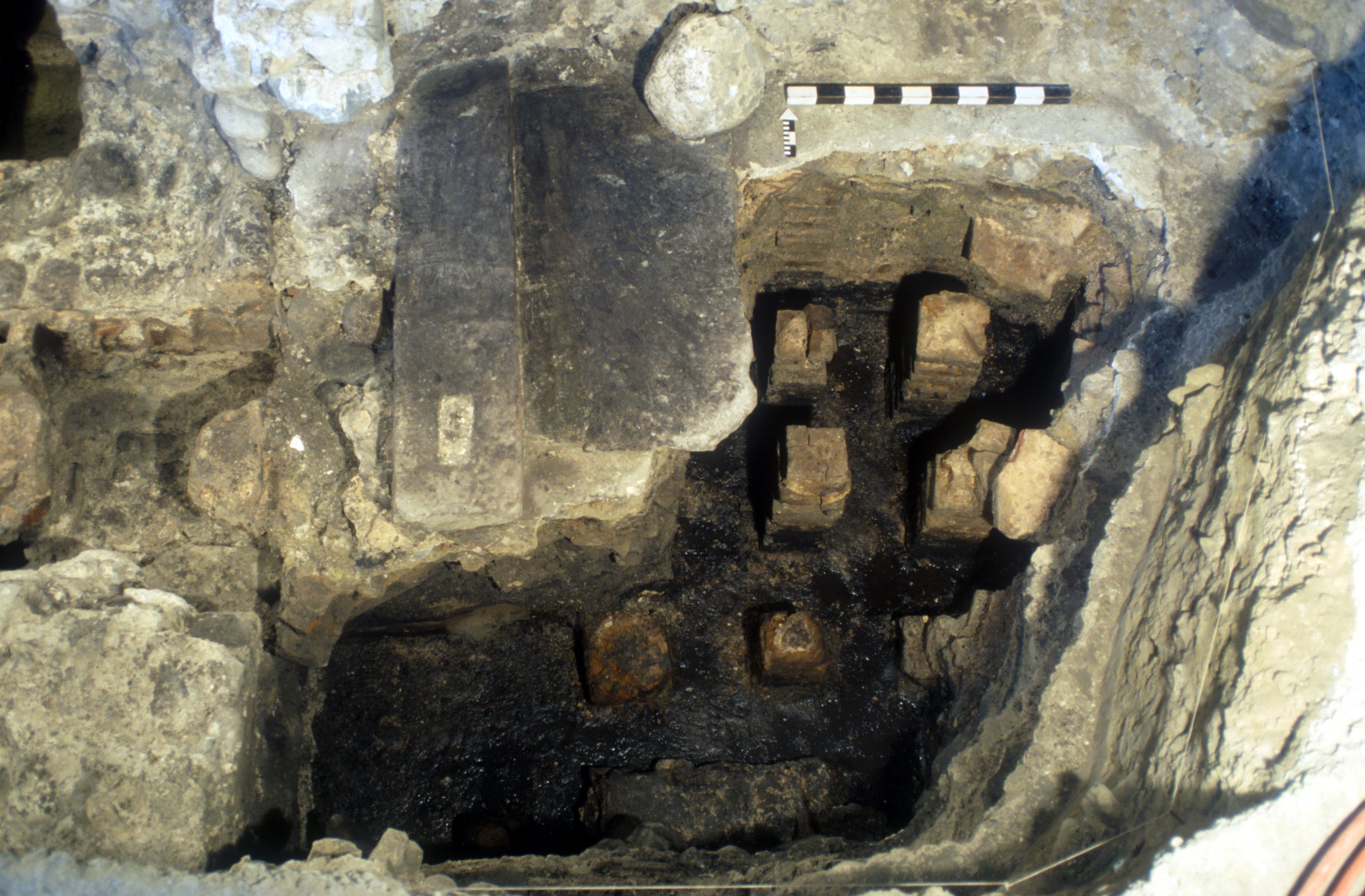
Hypokaustenreste der Therme unter der St.-Martins-Kirche, Grabungsfoto

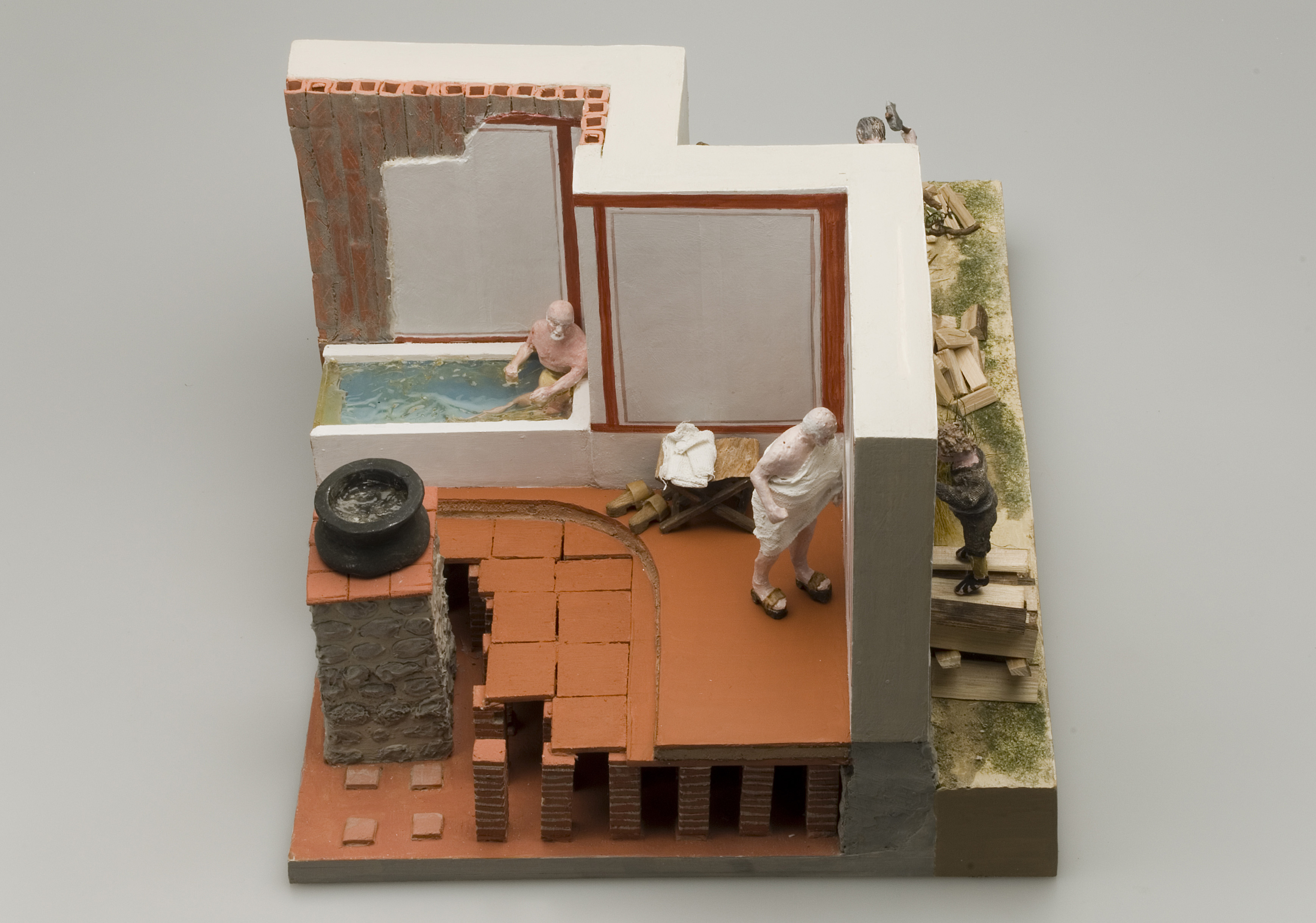
Modell des Caldariums des Kastellbades

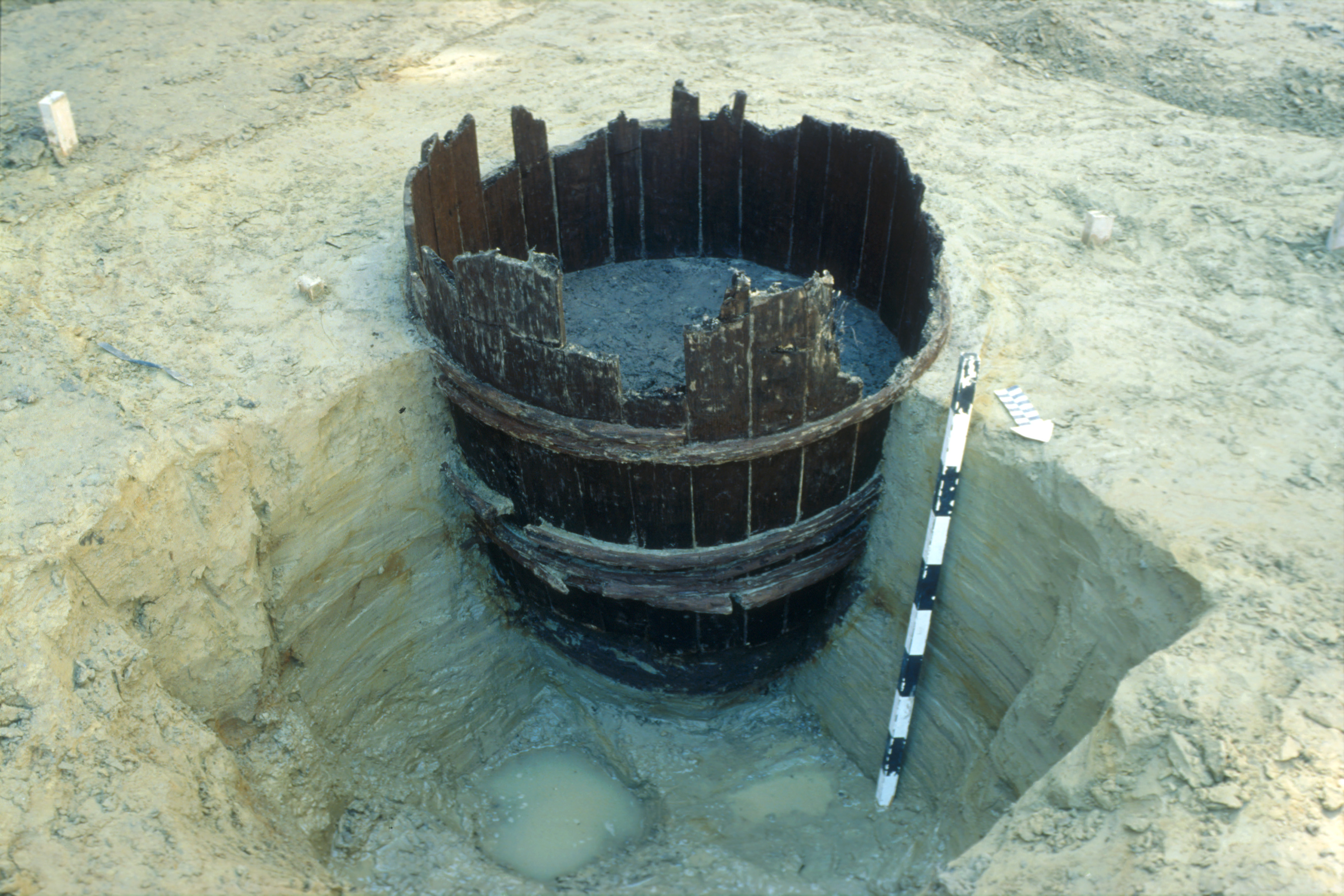
Römisches Eichenfass mit Weidenrutenbindung aus dem Kastellgraben

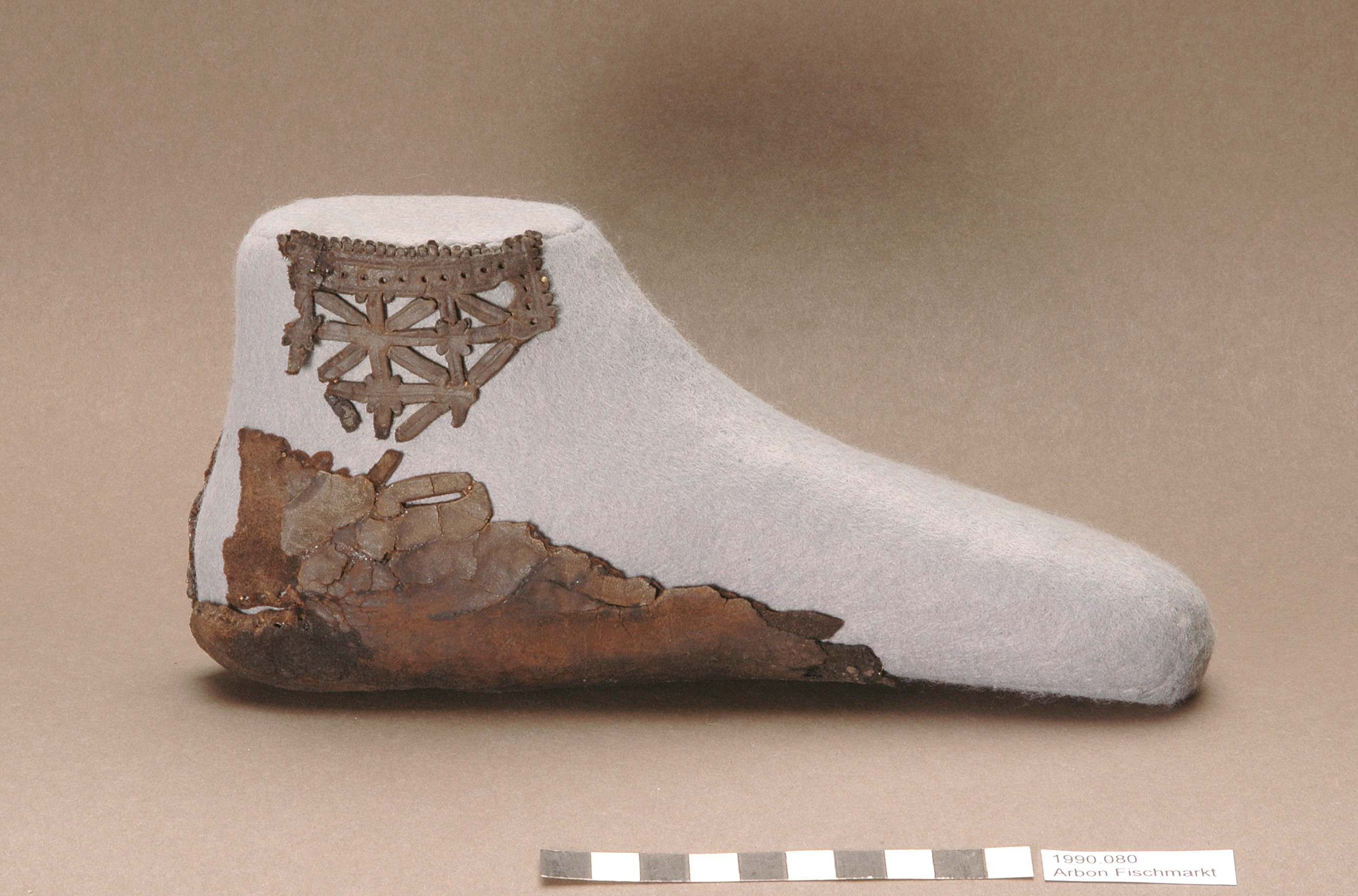
Römischer Lederschuh mit Gitterverzierung aus dem südwestlichen Kastellgraben

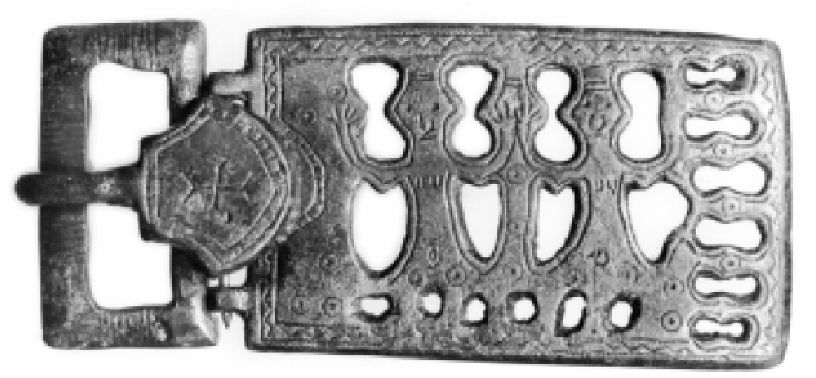
Bronzene Gürtelschnalle aus einem Frauengrab des frühmittelalterlichen Gräberfeldes auf dem Bergli (600 n. Chr.). Deutlich erkennbar sind ein Kreuz sowie die ihre Arme zum Gebet erhobenen Adam und Eva

Kastell Arbon war Bestandteil der spätantiken Kastellkette des Donau-Iller-Rhein-Limes (Provinz Raetia prima) auf dem Gebiet der heutigen Schweiz, Kanton Thurgau, Bezirk Arbon, Gemeinde Arbon.
Das Kastell ist heute komplett vom mittelalterlichen Ortskern überbaut. Obwohl immer wieder in den antiken Hauptquellen erwähnt, konnte es erst 1957 archäologisch nachgewiesen werden. Es zählt bislang zu den jüngsten und bedeutendsten Entdeckungen spätrömischer Militäranlagen auf dem Staatsgebiet der Schweiz.

## Name
In der Antike trug der Kastellplatz den lateinischen Namen Arbor Felix, was in etwa «glück- oder segenbringender Baum» bedeutet. Der Name des Platzes könnte auf religiöse Wurzeln zurückgehen: Römische Priester (flamines) waren traditionell kahlgeschoren. Ihre abrasierten Haare und geschnittenen Fingernägel begruben sie unter einem arbor felix. Dies war zum Beispiel ein vom Blitz getroffener oder auch außerhalb der üblichen Jahreszeit blühender Baum. Arbor Felix gehört zu den wenigen römischen Kastellen der Nordostschweiz, die auch in antiken Quellen erwähnt werden. Die Namensbezeichnung ist erstmals im Itinerarium Antonini aus dem 3. Jahrhundert nachweisbar und vielleicht auch aus der im keltischen Siedlungsraum verbreitete Ortsbezeichnung «Arbona» hervorgegangen. Während das Itinerarium Arbon noch lediglich als befestigte Poststation an der Straßenkreuzung der Strecken Vitudurum (Oberwinterthur) – Brigantium (Bregenz) bzw. Constantia (Konstanz) – Curia (Chur) ausweist, bezeichnet die Tabula Peutingeriana aus dem frühen 4. Jahrhundert es bereits als Kastell. In der Notitia dignitatum Occ. (entstanden um 400) ist ein in «Arbore» stationierter Tribun aufgelistet, der eine Kohorte Pannonier unter seinem Kommando hatte. Der Chronist Ammianus Marcellinus berichtet, dass Kaiser Gratian im Jahre 378 über «Felicis Arbore» in den Osten zog, um seinem Mitherrscher Valens gegen die Goten beizustehen.
Die Begriffe castra und castrum tauchen auch in der Lebensbeschreibung eines katholischen Heiligen, Gallus, der ältesten mittelalterlichen Quelle, die Arbon erwähnt, auf.

## Lage und Topografie
Die Kleinstadt Arbon befindet sich am südlichen Ufer des Bodensees auf einer Höhe von etwa 400 m ü. d. M. Das spätantike Kastell lag direkt am Seeufer und ist heute komplett durch den mittelalterlichen Ortskern überbaut. Der Nordabschnitt des Kastellareals wird fast vollständig vom Stadtschloss bedeckt, der Südabschnitt durch die Martinskirche bzw. Galluskapelle und einen bis etwa 1890 genutzten Friedhof. Dazwischen liegen der mittelalterliche Schlossgraben und der Schlosspark.
In der Antike stand das Kastell auf einer rund zehn Kilometer langen, etwas erhöhten und bis weit in den See hineinragenden Landzunge (würmeiszeitliche Moräne). Nördlich und südlich münden Bäche in den See, wodurch der Uferbereich stark versumpft war (deshalb der Flurname Seemoosriet im Norden). Der Höhenrücken ermöglichte einen bequemen Zugang ins Hinterland (Thurtal) und zur Limesstrasse die Arbon mit dem nächstgelegenen Kastell Pfyn und Kastell Winterthur verband. Im Osten waren gute Voraussetzungen für eine Hafenanlage gegeben. Massive Aufschüttungen und eine rege Bautätigkeit haben die Uferlinie seit der Antike stark verändert.

## Entwicklung
Der Zeitraum von der römischen Besiedlung bis um 300 n. Chr. ist für Arbon nur durch spärliche Münz- und Keramikfunde zu erfassen. Nach diesen Funden – die im 19. und frühen 20. Jahrhundert gemacht wurden – bestand zuerst eine kleinere römische Siedlung im südlichen Bereich des heutigen Bergliquartiers, westlich des mittelalterlichen Ortskerns. Sie entwickelte sich wohl nach dem Ausbau der Heerstraße von Vitudurum (Winterthur) nach Brigantium (Bregenz) am Beginn der christlichen Zeitrechnung, als das Bodenseegebiet unter Augustus von den Römern erobert wurde, und war bis um 280 bewohnt.
Die Lage der ersten Römersiedlung auf dem flachen Hügelrücken über dem See war wohl unter strategischen und verkehrstechnischen Gesichtspunkten gewählt worden. Es fehlt für das Gebiet um Arbon jedoch bislang der archäologische Nachweis einer römischen Fernstraße zwischen Bregenz und Pfyn. Ebenso gibt es keine neueren Beobachtungen und Funde in dieser Gegend; doch gehören 1991 an der Hilternstrasse entdeckte Reste von Kalkbrennöfen zweifellos in die frühe oder mittlere Kaiserzeit.
Der heutige Thurgau lag in dieser Zeit nur am Rande des großen politischen Weltgeschehens. Dies sollte sich jedoch im späten 3. Jahrhundert, nach Aufgabe des Obergermanisch-Rätischen Limes um 260 n. Chr., grundlegend ändern. Nach der Übernahme des Dekumatlandes durch die Alamannen ab 260 wurde die Rhein-Bodensee-Linie (Donau-Iller-Rhein-Limes) zur neuen Reichsgrenze. Wohl bereits im Auftrag des Kaisers Probus (276 bis 282) wurden hier zahlreiche neue Kastelle errichtet oder alte wieder instand gesetzt; diese Maßnahmen wurden von Diokletian (284 bis 305) und seinem Mitregenten (Cäsar) Constantius I. (293 bis 306) fortgesetzt und intensiviert. Sie konnten den Zerfall der schon bröckelnden Grenzen des römischen Imperiums für rund ein Jahrhundert aufhalten, da der neue Grenzverlauf besser für Verteidigungszwecke geeignet war, als es der Obergermanisch-Rätische Limes je gewesen war. Unter Diokletian wurde zudem die Provinz Raetia geteilt, das Gebiet um den Bodensee fiel an die neue Provinz Raetia I.
Die Zivilsiedlungen im Hinterland wurden nun ebenfalls befestigt, so ist beispielsweise durch eine Bauinschrift aus dem Jahre 290 n. Chr. bekannt, dass Viduturum (Winterthur) damals eine neue Stadtmauer erhielt. Die Zivilbevölkerung auf dem Land flüchtete sich bei Gefahr in kleine Hügelfestungen, die oftmals hastig aus Quadern von älteren Gebäuden erbaut wurden (Moosberg bei Turnau, Lorenzberg bei Epfach, Toos-Waldi und Göfis-Heidenburg). Strassen ins Hinterland wurden durch Wachtürme oder Kleinkastelle mit integrierten Vorratslagern gesichert (Füssen und Innsbruck-Wilten). Auf dem Bodensee wurde eine eigene Flottille stationiert (numerus barcariorum), die ihre Hauptstützpunkte in Bregenz und Constantia hatte.
Die neuen Grenzkastelle waren erheblich kleiner als ihre Vorgänger, ihr Grundriss wurde oft dem natürlichen Geländegegebenheiten angepasst. Die Mauern waren hingegen wesentlich dicker und wurden durch vorkragende Hufeisentürme verstärkt, auf denen Geschütze positioniert werden konnten. In konstantinischer Zeit (306 bis 337) wurden die Lücken zwischen den 15–40 km auseinanderliegenden Kastellen mit zahlreichen Wachtürmen für Signalweitergabe und Beobachtung geschlossen.
Spekulationen einiger Forscher hinsichtlich der Zerstörung des Arboner Kastells zur Zeit der Usurpation des Magnentius (350 bis 353) konnten durch die bisherigen Grabungen nicht bestätigt werden. Kaiser Valentinian I. verstärkte die Rheingrenze um 370 noch einmal, und in vielen Kastellen wurden auch unter Stilicho um 400 Baumaßnahmen durchgeführt. Ab 406 verschlechterte sich die Situation dann zusehends. Als sich Armeeorganisation und Verwaltung des Weströmischen Reiches im späten 5. Jahrhundert auch in der Region um Arbon auflösten, blieb ein Großteil der romanischen Bevölkerung zurück, die wohl bald von den nun ungehindert einströmenden Alamannen assimiliert wurde. Die christlich-romanische Gemeinschaft im Kastell Arbon war dabei eine der ältesten am Bodensee. Möglicherweise als einzige blieb sie auch während des turbulenten Frühmittelalters weiter bestehen. Die Ortsnamen Frasnacht und Feilen deuten darauf hin, dass es wohl noch kurzzeitig eine sprachliche Grenze zwischen der alamannischen und romanischen Bevölkerungsgruppe gegeben hat. Die Alamannenstämme schlossen sich allmählich zu einem Herzogtum zusammen, das wiederum im 7. Jahrhundert im Frankenreich aufging.
Das romanische Christentum hielt sich während dieser Zeit wohl nur mehr in den ehemaligen Römerkastellen. Als um 610 irische Missionare unter Columban die Gegend um Arbon erreichten, fanden sie im Castrum Arbonense eine prosperierende christlich-romanische Gemeinde mit einem Presbyter namens Willimar vor, deren geistliches Oberhaupt vermutlich der neue – seit etwa 585 in Konstanz residierende – Bischof war. Columban und seine Glaubensbrüder zogen zunächst weiter, aber schon zwei Jahre später kehrte einer von ihnen, Gallus, allein und krank wieder nach Arbon zurück und wurde von Willimars Mitbrüdern gesundgepflegt. Gallus ließ sich nach seiner Genesung als Einsiedler nieder und richtete sich in der Nähe, im Hochtal der Steinach eine Klause ein. An ihrer Stelle entstand später das Kloster St. Gallen. Er starb schliesslich hochbetagt in Arbon.
Ab dem 8. Jahrhundert gehörte Arbon zum Grundbesitz des kurz vor 600 gegründeten Bistums von Konstanz. Durch Einführung der fränkischen Grafschaftsverfassung fiel das Arboner Kastell aus dem Königsgut an den Konstanzer Bischof. Dieser war nun Herr des Arbongaus und somit auch seiner Kirchenorganisation. Das Kastell selbst dürfte spätestens nach der Errichtung des bischöflichen Schlosses im 13. Jahrhundert seine Substanz und bauliche Geschlossenheit endgültig verloren haben.

## Forschungsgeschichte
Erstmals wird über römische Funde im 18. Jahrhundert, in einem Manuskript von Johann Melchior Mayer, berichtet (...unterschiedliche Geltleyn mit alten keyserlichen Prägen), von Mauern ist keine Rede. Die nächsten Münzfunde werden erst wieder im 19. Jahrhundert erwähnt und Johann Adam Pupikofer vermerkt 1820 in seiner Geschichte des Thurgaues u. a. zu Arbon:

„Doch sind die Ruinen, die man zuweilen noch, nachdem die meisten durch die Erbauung der Stadt verbraucht worden oder verwittert sind, ausserhalb der Stadtmauern findet und die für die Verbindung des Strassenzugs zwischen Rhätien und Gallien so vorteilhafte Lage ein gewichtiges Zeugnis, dass Arbon wohl schon von Anfang der römischen Herrschaft in dieser Gegend bestanden habe“

Auch zwischen 1864 und 1902 stiess man am Südhang und am Plateau des Bergli immer wieder auf römische Münzen, Keramik und Mauerreste. 1896 fasste Jakob Heierli den damaligen Wissensstand in einer archäologischen Karte des Kantons Thurgau zusammen.
Die systematische Erforschung begann dennoch erst spät. Nachdem das Arboner Kastell schon lange im Bergliquartier vermutet worden war, konnten 1957 auf der Westseite des Schlosses tatsächlich halbrunde Fundamente eines antiken Gebäudes (Turm 1) entdeckt werden. Seit 1957 wurden nun in regelmässigen Abständen archäologische Ausgrabungen vorgenommen, um die römische Vergangenheit Arbons genauer ausleuchten zu können. Im Zuge dessen konnte bald die Existenz eines typischen spätrömischen Kastells nachgewiesen werden.
Die von Elmar Vonbank in den Jahren 1958 bis 1962 vorgenommenen Bodensondierungen hatten in erster Linie die Feststellung der tatsächlichen Grösse der Anlage und den genauen Verlauf der Kastellmauer (Bereich Stadtschloss und Martinskirche) zum Ziel. Von diesen Kampagnen liegen allerdings nur handschriftliche Aufzeichnungen Vonbanks vor. Für die nachträgliche Auswertung musste grösstenteils die umfangreiche Fotodokumentation von 1961 und 1962 herangezogen werden.
Bei den Grabungen in den Jahren 1973, 1986 und 1990 konnten weitere wichtige Teile der Kastellanlage im Bereich des Stadtschlosses und der Pfarrkirche aufgedeckt werden. Das Thurgauer Amt für Archäologie untersuchte 1973 und 1986 auch kleinere Flächen im Kastellinneren. 50 m vor der westlichen Mauerfront konnten 1990 schliesslich die Reste des westlichen Kastellgrabens lokalisiert und 1500 m südlich des Kastells drei Kalkbrennöfen in der Hilternstrasse freigelegt werden. Den Grabungen im Kastell waren immer enge räumliche und finanzielle Grenzen gesetzt, sodass bis dato nur ein Bruchteil des Areals, zirka 800 m², untersucht werden konnte.

## Kastell
Trotz einiger weniger älterer römischer Funde auf dem Bergli nehmen die Ausgräber an, dass das Kastell damals auf grösstenteils unbebautem Gelände errichtet wurde. Es bedeckte den Befunden zufolge eine Grundfläche von ungefähr 10.000 m² und erstreckte sich von der Ostspitze des Berglihügels bis knapp an das Ufer des Bodensees. Seine Nord-Süd-Ausdehnung betrug 110 m, die Ost-West-Achse etwa 80 m. Lokalisiert wurden die Nordwestecke, Abschnitte der Nord- und Westfront sowie der westliche Teil der Südmauer, hinzu kommen noch einige kleinere Abschnitte im Schlosspark und südlich der Kirche. Toranlagen werden im NO und SO angenommen (siehe Turm 4 und 5). Die Hafenanlage des Kastells wird östlich des Berglihügels vermutet.
Für Mauerring, Türme und Graben existieren Indizien, die für den Aufbau des Kastells in einem Zug sprechen, da die Bauweise der Kastellmauer und der Türme sich nicht wesentlich voneinander unterscheidet. Für spätantike Bauten typische horizontale Gerüstlöcher konnten nicht entdeckt werden, nur westlich des Schlossturmes fanden sich in der Mörtelschicht einer Fundamentplatte kleine Löcher, die wohl Abdrücke von Gerüststangen waren. Einzelne Bauphasen, Spuren von Umbauten oder Reparaturen wurden nicht erkannt.
Das Mauerwerk wurde in der für die römische Spätantike typischen Gussmauertechnik hochgezogen. Zuerst baute man die beiden Blendflächen mit in regelmässigen Lagen gesetzten, ausgewählten Steinen hoch und goss anschliessend den Zwischenraum mit einem mit unbearbeitetem Bachgeröll (teils mit abgeschlagenen Köpfen im Stirnbereich) vermischten, äusserst widerstandsfähigen Kalkmörtel aus. Für die Verschalungen am NO-Tor wurden auch Spolien (Bau- oder Grabsteine in Zweitverwendung) herangezogen.
Die Fundamentoberkanten lagen im Norden etwa fünf Meter über der im Süden. Aufgrund ihrer Breite sind sie als ganze Platten anzusehen, die auch nicht gänzlich überbaut wurden (vorkragendes Aussen- und Innenfundament). Ihre unterste Schicht war als Drainage ausgeführt. Die Fundamente bestanden aus grossen Steinblöcken, das aufgehende Mauerwerk hingegen aus wesentlich kleineren mit einem Durchmesser von 10–15 cm.

### Kastellmauer
Bis heute sind erst 80 m der Kastellmauer genauer untersucht worden. Von ihrer Zerstörung und Verfall zeugen zahlreiche Funde von Mauer- und Mörtelbrocken. Die vermutlich bis zu 350 m lange und 1,8–2,6 m dicke Kastellmauer folgte im Wesentlichen dem natürlichen Geländeverlauf des Hügels, der der Anlage ihre unregelmässige Form vorgab. Bemerkenswert ist auch, dass die landseitigen Mauerreste 2,60 m die seeseitigen hingegen nur 1,80 m stark waren. Über den Verlauf der Mauer im Osten und Nordosten ist nur sehr wenig bekannt, wahrscheinlich folgte sie zwischen Turm 5 und 6 der einstigen Seeuferlinie. Ab Turm 6 verlief sie wohl entlang dem nördlichen Rand der heutigen Hafen- bzw. Hauptstrasse. In diesem Bereich wird auch eine Toranlage vermutet. Gänzlich unbekannt ist auch die Position der Mauer zur Stadtseite hin. Die Südmauer der Galluskapelle folgt exakt der Kastellmauer, was bedeutet, dass sie zum Zeitpunkt der Erbauung der Kapelle im 12/13. Jahrhundert noch sichtbar gewesen sein muss.

### Tore und Türme
Sechs Mauertürme konnten gänzlich oder zumindest teilweise ausgegraben werden. Bei vier Türmen waren nur mehr die Fundamente vorhanden. Nur die Türme 6 und 4 waren etwas besser erhalten. Vier Halbrundtürme (Hufeisentürme) und zwei quadratische Zwischentürme (Nr. 4 und 5) im Westen, Norden und Süden verstärkten in Abständen von rund 22 m die ausgegrabenen Abschnitte der Ringmauer. Mit 22 m ist der Achsabstand der Türme in Arbon deutlich geringer als derjenigen des Kastell Pfyn (36 m). Die Abstände zwischen den Türmen des Kastell Eschenz/Stein am Rhein mit 20 m an der Süd- und 30 m an der West- und Ostfront weisen auf einen recht grosszügigen Planungs- und Ausführungsspielraum für die Bautrupps hin.

#### Hufeisenturm 1
Der Turm befand sich unmittelbar nördlich einer leichten Abknickung der Kastellmauer, er wurde beim Bau einer WC-Anlage vollkommen zerstört. Die 1957 aufgenommenen Fotos zeigen, dass das Fundament aus den unvermörtelten Geröllsteinen bestand. Im Bereich der Turmvorderseite waren es bogenförmig angeordnet und ragte zirka 3,10 m vor die Mauerflucht. Die Turmbreite betrug 7,10 m, seine Rückseite ragte 0,85 m ins Kastellinnere. Vom aufgehenden Mauerwerk waren an der Nordwange noch zwei Steinlagen sichtbar. Das Bodenniveau im Inneren des Turmes wurde bei der Grabung nicht erreicht.

#### Hufeisenturm 2
Dieser Turm hingegen stand genau an einer Knickstelle der Kastellmauer. Von ihm konnte nur seine feindseitige Aussenrundung (Korbbogen) untersucht werden; die Turmrückseite war komplett überbaut. Die Fundamente waren bis in eine Höhe von 2 m erhalten. Sein Durchmesser betrug 6,40 m, der Aussenradius 10,40 m. Am Übergang zur nordwärts abgehenden Kastellmauer waren auch einige Spolien verbaut worden.

#### Hufeisenturm 3
Dieser Turm war durch den Bau des Landenbergtraktes des Stadtschlosses stark gestört worden. Er sicherte die NW-Ecke des Kastells. Von ihm konnten nur Teile der Aussenrundung ausgegraben werden. Der Aussenradius betrug 3 m, der Gesamtumfang 10,40 m. Er umschliesst konzentrisch den Mauerwinkel der Lagermauer. Seine Fundamentplatte sprang – wohl aus statischen Gründen – nach Norden hin extrem stark hervor.

#### Rechtecktürme 4 und 5
Turm 4 stand 45 m östlich von Turm 3. Wahrscheinlich befand sich aber zwischen 3 und 4 noch ein weiterer Zwischenturm. Ihre Konstruktion weicht etwas vom gängigen Bauschema der anderen Exemplare ab. Bei ihnen wurden zahlreiche Spolien verarbeitet, die vor allem Formgebung und die Eckverbindungen erleichterten. Diese zweitverwendeten Blöcke wiesen Klemm-, Hebe- und Stemmlöcher auf, auch Überarbeitungsspuren konnten festgestellt werden. Sie stammten wohl ursprünglich von einem öffentlichen Gebäude oder Monument (hohe Verarbeitungsqualität, schwalbenschwanzförmige Ausmeißelungen für Bleiklammern), wie zum Beispiel bei den Spolien in Pfyn nachgewiesen werden konnte. Andere Spolien konnten nur noch an der Verbindung von Turm 2 mit der Kastellmauer entdeckt werden. Die Verblendungen von 4 und 5 bestanden aus Sandsteinquadern und Tuffsteinen.
Das Aussenfundament von Turm 4 setzt sich aus 90 × 65 × 45 cm grossen Sandsteinen zusammen. Bei Turm 5 wurden auch noch grössere Blöcke dieser Art in seinem – ansonsten aus gemörtelten Geröll bestehenden – Fundament vermauert, dieses Material fand sich ansonsten kaum mehr in Arbon. Bei 1991 durchgeführten Nachuntersuchungen wurde bei Turm 4 ein langrechteckiger Grundriss in den Ausmassen von 8 × 4,60 m festgestellt, seine Rückseite ragte rund 2,40 m in das Kastellinnere hinein. Die Mauerbreiten betrugen 1,20–1,40 m (feindseitig). Das Turminnere war in zwei Räume aufgeteilt. Wahrscheinlich diente er als westlicher Flankenturm der NO-Toranlage.
Turm 5 könnte ebenfalls ein Teil einer Toranlage gewesen sein. Er liegt heute fast vollständig unter der mittelalterlichen Galluskapelle, nahe dem antiken Uferbereich des Bodensees. Ihm kam offensichtlich eine besondere Stellung im Verteidigungssystem des Kastells zu, da er die Verbindung zwischen den als besonders exponiert angesehenen Land- und Hafenmauern (Breite 2,40 m) und den wohl weniger gefährdeten Ufermauern (Breite 1,80 m) war. Die Außenmaße des Turmes betrugen 9 × 10,50 m, die der Innenfläche 4,60 × 5,60 m. Auch seine Mauerdicke variierte, feindseitig beeindruckende 2,70 m, kastellseitig nur mehr 2,20 m. Der Turm ragte etwa 4 m feindseitig der Kastellmauer vor. Seine Konstruktion ähnelt der von Turm 4, hier fehlten aber die nur aus Quadern bestehenden Mauern. Die Fundamentplatte bestand wahrscheinlich ebenfalls aus vermörtelten Bachgeröllen.

#### Hufeisenturm 6
Dieser Turm wurde als einziger Architekturbestandteil des Kastells restauriert und konserviert und ist obertägig sichtbar. Er sicherte die SW-Ecke des Kastells. Der etwas nach vorn verzogene Korbbogen hatte einen Radius von 4,40 m und ragte etwa 5,60 m vor die Kastellmauer. Die Länge der mittleren Turmachse betrug 5,10 m. Die Mauerstärke des Korbbogens mass eigenartigerweise nur 1,60 m im Gegensatz zur kastellseitigen Rückwand, die eine Stärke von 2,40 m aufwies. Der Turm hatte an seiner Rückseite auch eine Zugangspforte, die zirka 1,10 m breit war. Ihre Schwelle lag rund 1 m über den Boden des Innenraumes. Dies deutet möglicherweise auf eine Holzbodenkonstruktion im Erdgeschoss hin. Solche Böden wurden auch bei anderen Wachtürmen an der Rheingrenze nachgewiesen. An einigen Stellen konnten noch geringe Reste eines weissen, grobkörnigen Innenverputzes beobachtet werden. Die Funde von einzelnen Hohlziegelfragmenten (tubulus) deutete Elmar Vonbeck als Bestandteil einer Heizanlage im Turm, nach Meinung der Ausgräber stammen sie aber mit ziemlicher Sicherheit aus der Lagertherme unter der Pfarrkirche.

### Kastellgraben
1990 entdeckte man anlässlich der Errichtung einer Tiefgarage auf dem Fischmarktplatz den schon lange gesuchten Kastellgraben. Die 4,10 m breite Grabensohle hob sich Richtung Westen leicht an und ging dann unmittelbar in die steile, feindseitige Grabenböschung über. Wahrscheinlich war der Graben an seiner Oberseite ursprünglich noch etwas breiter und damit auch wesentlich tiefer. Eine Absicherung der Grabenwände durch Faschinen wie zum Beispiel beim am Rhein gelegenen Kastell Altrip beobachtet, konnte nicht festgestellt werden. Der trapezoide, 8,8 m breite und 3 m tiefe westlich des Kastells gelegene Spitzgraben reichte bis in den Grundwasserbereich hinab, was glücklicherweise die Erhaltung von organischen Funden aus dem 4. Jahrhundert wie beispielsweise ein Daubenfass aus Eiche, ein ausgehöhlter Baumstamm und die Fragmente eines (wahrscheinlich) linken geschlossenen römischen Lederschuhs (calceus) mit sich brachte. In der Höhlung des Baumstammes befanden sich einige Eisenteile und ein bronzener Armring, im Eichenfass Münzen, Fragmente eines Ziegen- oder Schafschädels sowie Glas- und Keramikscherben. Welche Funktion diese beiden «Röhren» hatten, ist heute schwierig zu beurteilen, möglicherweise dienten sie als Wassersammelbehälter oder Gerberbottiche.
Nicht sicher geklärt werden konnte die Ursache der ungewöhnlich breiten Berme (etwa 50 m) zwischen Kastellmauer und Graben. Denkbar wäre, dass der o.a. Graben zu einem älteren Kastell gehörte, oder das spätantike Kastell war mit einem doppelten Graben umgeben. Für letzteres sprechen 1991 beim Abriss eines Hauses in der Promenadenstrasse gemachte Beobachtungen, wo ein Graben zum Vorschein kam, der parallel zum Graben am Fischmarktplatz verlief. Er könnte aber auch zum mittelalterlichen Schloss gehört haben, da datierbare Funde aus seiner Verfüllung fehlten.

### Innenbebauung
Die Innenbebauung des Kastells ist fast komplett der mittelalterlichen Bautätigkeit zum Opfer gefallen. Kleinere Streufunde von Terra Sigillata aus dem 2. bis 3. Jahrhundert n. Chr. lassen auch hier auf noch ältere römische Siedlungsaktivitäten in diesem Bereich schliessen. Von den spätantiken Innenbauten sind seit 1992 nur wenige Gebäudereste im Bereich des heutigen Schlosshofs und eine Therme unter der Pfarrkirche von St. Martin bekannt. Die genaue Datierung der Fundamente (vermutlich von zwei Gebäuden) im Schlosshof waren nicht möglich. Die Überreste der Lagertherme gaben aber einen vagen Hinweis auf die mögliche Anordnung der Gebäude im Kastellinneren, ihre Fundamente fanden später beim Bau der Kirche wieder Verwendung.

#### Gebäude A
Im östlichen Schlosshof wurden 1973 von Nord nach Süd verlaufende Mauerteile freigelegt. Sie bestanden aus einem zirka 14 m langen west-östlichen Mauerzug mit einem Fortsatz nach NO und einem 2,50 m langen Mauerwinkel im Südteil des Hofes. Die Breite des Fundaments belief sich auf 1,10 m. Der Mauerzug selbst hatte eine Breite von 1,65 m und wies noch ein 30 cm hohes aufgehendes Mauerwerk auf. Die Verblendungen waren aus lagig verlegten Geröllsteinen aufgebaut. Bei einigen Blöcken waren die Köpfe nicht abgeschlagen worden. Der Mauerkern war mit Kalkmörtel und kleineren Bruchsteinen ausgegossen. Im Innenteil der Abwinkelung konnten noch Reste eines Verputzes beobachtet werden. An die Mauer schloss sich ein Fussbodenestrich an. Zusätzlich dazu wurde eine 1,28 m Türschwelle entdeckt.
Wahrscheinlich handelte es sich bei diesen Mauerresten um eine Raumabtrennung innerhalb eines viel grösseren Gebäudes. Eine direkte Verbindung zum Mauerwinkel im Ostteil des Hofes bestand jedoch nicht. Würde man sie zusammenfügen, hätte Gebäude A eine geschätzte Gesamtlänge von 29 m. Die Befunde deuten – in ihrer Gesamtheit betrachtet – auf ein grosses hallenartiges Gebäude hin. Derartige Gebäude hat man auch in Kaiseraugst, Yverdon, Kellmünz und Eschenz nachgewiesen.

#### Kastellbad
1986 konnte im Zuge der Restaurierung der Innenbereiche der Kirche von St. Martin auch ein zirka 26 m² grosses Planquadrat auf römerzeitliche Funde hin untersucht werden. Im Westteil des Kirchenschiffes stiess man auf die Reste zweier römischer Gebäude aus unterschiedlichen Zeitperioden. Die Funktion des älteren Gebäudes konnte nicht bestimmt werden.
Bei der jüngeren Anlage handelte es sich jedoch unzweifelhaft um ein Badegebäude, welches wahrscheinlich aus konstantinischer Zeit stammt. Zusammenfassend konnten die NW-Teile seines Caldariums mit einem rechteckigen Wannenannex (1,30 × 2 m), Praefurnium und Hypokaustenanlage erkannt werden. Der ziegelgewölbte Heizkanal (Breite 90 cm) des Präfurniums durchbrach die vorkragende Westmauer des Wannenanbaues. Entlang der wasserdicht verputzten Wanne fanden sich noch 8 Hohlziegel (Tubuli), die die Heissluft durch die Mauer nach oben ableiteten. Die Breite der Caldarium-Westmauer und des Wannenannexes mass 0,74 m, sie waren an ihrer Aussen- und Innenseite verputzt. Der Baderaum hatte (mit Annex und Präfurnium) insgesamt einen Umfang von 7,80 m. Die 14 erhaltenen Hypokaustpfeiler bestanden aus 5 cm hohen Ziegelsteinen und waren durchschnittlich 90 cm hoch. Ein zwischen den Hypokaustpfeilern platzierter quadratischer Mauersockel könnte der Unterbau für ein weiteres Wasserbecken gewesen sein.

#### Andere Innenbauten
Abgesehen von den Gebäuden im Schlosshof und unter der Pfarrkirche konnten auch noch in anderen Bereichen Reste der Innenbebauung beobachtet werden. Auf Gebäude entlang der Kastellmauer weisen von Elmar Vonbeck gemachte Funde von rötlichen Estrichböden auf der Fundamentplatte der Mauer hin. Nördlich der Kastellmauer wurde ein Schutthügel aus kleinteiligen Dachziegelfragmenten, alle ohne Stempel oder Wischzeichen, entdeckt. Dieser Fund deutet auf ziegelgedeckte Dächer im Kastell hin.

## Garnison
Über die in Arbon stationierten Einheiten ist nur wenig bekannt. In der Notitia dignitatum ist in der Truppenliste des Dux Raetiae primae et secundae für Arbon nur ein „Tribunus cohortis Herculeae Pannoniorum, Arbore“ (ein Tribun der Kohorte der Pannonier des Herkules in Arbon) eingetragen, der unter dem Oberbefehl dieses Dux stand. Der Beinamen „Herculae“ lässt annehmen, dass diese Einheit unter den Tetrarchen aufgestellt wurde. Sie war wohl ursprünglich Teil der Armee von Diokletians Mitregent Maximianus, der seine Herrschaft unter den Schutz des Gottes Herculius (lat. für Herkules) gestellt hatte. Die weltliche Gewalt ging noch bis lange nach dem Ende der römischen und auch der gotischen Herrschaft von einem tribunus Arbonensis aus, der einem Dux der Provinz Raetia prima verantwortlich war. Namentlich bekannt ist für diese Zeitperiode ein Mann namens Talto. Seine Amtsbezeichnung lässt auf das Fortbestehen einer weitgehend nach spätrömischem Vorbild aufgebauten Verwaltungs- und Militärorganisation im Ostgotenreich des Theoderich schließen. Diese Offiziere lassen sich noch bis ins Frankenreich des 8. Jahrhunderts für Arbon nachweisen, um 719 n. Chr. befehligte zum Beispiel ein Tribun namens Waltram die Besatzung des Kastells.

## Gräberfeld
Das antike Gräberfeld befand sich etwa 500 m westlich des Kastells und ist heute durch die moderne Überbauung weitgehend zerstört. Hinweise auf Gräber aus dem 4. Jahrhundert sind für Arbon nicht erfasst. Die frühmittelalterlichen Bewohner des Kastells wurden wahrscheinlich zum Teil in einem Gräberfeld auf dem Berglihügel beigesetzt, das bis ins 7. Jahrhundert belegt worden ist. Immer wieder wurden in diesem Bereich einschlägige Funde gemacht (Skelette, Schwerter). Bisher sind 49, allerdings nur sehr fundarme Bestattungen bekannt geworden. Ein schematischer Plan von A. Oberholzer zeigt neben römischen Gebäudegrundrissen an der Rebenstrasse auch das Ost-West ausgerichtete Gräberfeld am Südhang des Bergli. Die Funde aus dem Gräberfeld wurden nie zusammenfassend bearbeitet, ältere Berichte waren bruchstückhaft oder haben sich nur mit Einzelfunden befasst.

## Datierung und strategische Bedeutung
Das spärliche Fundmaterial aus dem 4. Jahrhundert erlaubt zwar keine gesicherten Aussagen über die Entstehungszeit dieser Festung, doch ist ihre Erbauung schon im späten 3. oder frühen 4. Jahrhundert möglich bzw. sehr wahrscheinlich. Der überwiegende Teil der im Kastell aufgefundenen Münzen stammt aus der Zeit nach 300 n. Chr. Die Münzreihe beginnt mit Diokletian, 285 n. Chr. und endet mit Arcadius und Honorius, 408 n. Chr., die Masse der datierbaren Kleinfunde stammen ebenfalls aus der Zeit zwischen 300 und 400 n. Chr. Benützungshorizonte im NW und Süd des Lagerareals und die dortige Häufung von Funden aus der Spätantike sowie die stratigraphischen Beobachtungen führten die Ausgräber auch zu dem Schluss, dass die Befestigung spätestens in der Regierungszeit von Konstantin I. errichtet worden sein musste. Eine Entstehung unter Valentinian I. (367–368 n. Chr.) kann nach den vorliegenden Grabungsergebnissen definitiv ausgeschlossen werden.
Das Kastell von Arbon wurde wohl gemeinsam mit Tasgetium (Eschenz/Stein am Rhein), Ad Fines (Pfyn) und Constantia (Konstanz) zur Absicherung des von der oberen Donau an den Rhein und Bodensee zurückverlegten Limes (Grenzwall) errichtet. Es gehörte zur ersten Befestigungslinie des Donau-Iller-Rhein-Limes, wie eine Inschrift aus Stein am Rhein bezeugt. Das Kastell diente eventuell auch als Anlaufpunkt für die römische Bodenseeflottille (numerus Barcariorum), die ihr Hauptquartier in Brigantium/Bregenz hatte. Wichtigste Aufgabe der Kastellbesatzung war aber wohl die Überwachung der Strassenverbindung nach Pfyn und Bregenz und die Beobachtung des Seeufers.
Nach 403 n. Chr. löste sich die römische Herrschaft über den Thurgau allmählich auf, das Kastell wurde aber von der einheimischen Bevölkerung weiter benutzt (Oppidum). Auch das frühmittelalterliche Gräberfeld auf dem Bergli, das Weiterleben des Begriffes castrum in mittelalterlichen Quellen und die eindeutige Ortsbeschreibung in der Gallus-Vita belegen die Siedlungskontinuität für Arbon.

## Hinweise und Fundverbleib
Das Historische Museum Arbon zeigt in den mittelalterlichen Räumen der Schlossanlage eine nach neuesten Erkenntnissen aufgebaute Dauerausstellung und bietet damit eine Zeitreise durch Arbons 5500-jährige Geschichte an. Jungsteinzeit, Bronze-, Römerzeit, Mittelalter, Leinwandhandel im 18. Jahrhundert und die Industrialisierung im 19. und 20. Jahrhundert sind mit teils einmaligen Exponaten, Bildern, Dokumenten und aussagekräftigen Kurztexten lebendig und allgemeinverständlich dargestellt. Die römischen Kleinfunde werden, soweit nicht im Museum Arbon ausgestellt in kantonalen Depots verwahrt.

## Denkmalschutz
Das Kastellareal ist als eine geschichtliche Stätte im Sinne des Schweizer Bundesgesetzes über den Natur- und Heimatschutz vom 1. Juli 1966 unter Bundesschutz gestellt. Nicht genehmigte Nachforschungen und gezieltes Sammeln von Funden stellen eine strafbare Handlung dar und werden nach Art. 24 mit einer Freiheitsstrafe bis zu einem Jahr oder einer Geldstrafe geahndet.